# Berlín (canción)
«Berlín» es una canción de la cantante española Aitana lanzada como sencillo el 17 de septiembre de 2021. El género presenta unos ritmos más urbanos y pop a diferencia de su segundo disco 11 razones.

## Antecedentes y composición
El 15 de septiembre, Aitana anunció a través de su Instagram que Berlín estaría disponible el día siguiente a las 2 de la madrugada (hora peninsular). 

## Recepción

### Comercial
La canción debutó en el número quince en las listas musicales de España. Más adelante, alcanzó el número 1 en la lista de LOS40 el día 18 de diciembre de 2021.

## Videoclip
El videoclip de la canción fue lanzado el mismo día en la plataforma Youtube, donde la cantante actuaba junto al actor Julio Peña. Superó los 10 millones de visualizaciones poco más de tres meses después de su lanzamiento.

## Formatos
| Descarga digital |          |          |  |
| N.º              | Título   | Duración |  |
| 1.               | «Berlín» | 2:26     |  |

## Posicionamiento en listas
| País   | Lista             | Mejor posición |
| ------ | ----------------- | -------------- |
| España | Top 100 Canciones | 15             |

## Certificaciones
| País   | Organismo certificador | Certificación | Ventas certificadas | Ref.  |
| ------ | ---------------------- | ------------- | ------------------- | ----- |
| España | PROMUSICAE             | 2× Platino    | 120.000             | [ 5 ] |